# Ushan Çakır
Ushan Çakır (* 29. Dezember 1984 in Izmir) ist ein türkischer Schauspieler.

## Biografie
Çakır wurde am 29. Dezember 1984 in Izmir geboren. Er studierte am İstanbul Üniversitesi Devlet Konservatuvarı. Sein Debüt gab er 2005 in der Fernsehserie Belalı Baldız. Von 2008 bis 2009 war er in Gece Gündüz zu sehen. Anschließend war er 2011 in dem Film Celal Tan ve Ailesinin Aşırı Acıklı Hikâyesi zu sehen.
2016 wurde Çakır für die Serie Muhteşem Yüzyıl: Kösem gecastet. Unter anderem bekam er 2017 in Kara Yazı eine Hauptrolle. Zwischen 2020 und 2022 trat er in Der Aufstieg von Weltreichen: Das osmanische Reich auf. Danach spielze Çakır 2021 in Kahraman Babam mit. 2023 setzte er seine Karriere in Aile fort.

## Filmografie (Auswahl)
Filme
- 2009: Başka Semtin Çocukları
- 2011: Celal Tan ve Ailesinin Aşırı Acıklı Hikâyesi
- 2011: Dedemin İnsanları

Serien
- 2005: Belalı Baldız
- 2008–2009: Gece Gündüz
- 2013: 20 Dakika
- 2014: Kurt Seyit ve Şura
- 2015: Kara Ekmek
- 2016: Muhteşem Yüzyıl: Kösem
- 2017: Kara Yazı
- 2020–2022: Der Aufstieg von Weltreichen: Das osmanische Reich
- 2021: Kahraman Babam
- 2022: Cezailer
- 2023: Aile

## Theater
- 2006: Anna Karenina
- 2007: Kuyruk
- 2007: Açık Denizde
- 2010: Bazı Sesler
- 2010: Korku Tüneli
- 2012: Kurabiye Ev
- 2013–2014: Iska

## Auszeichnungen
- 2015: 20. Sadri Alışık Tiyatro ve Sinema Oyuncu Ödülleri
- 2016: 20. Afife Tiyatro Ödülleri[5]